# Polyptychus enodia
Polyptychus enodia là một loài bướm đêm thuộc họ Sphingidae. Loài này có ở Gabon và the Cộng hòa Congo.